# 농암초등학교 청화분교
농암초등학교 청화분교는 대한민국 경상북도 문경시에 있는 공립 초등학교이다.

## 학교 연혁
- 1938년 7월 6일: 개교

## 참고 자료
- 농암초등학교청화분교장 - 한국교육학술정보원 학교알리미